# Urho Peltonen
Urho Pellervo Peltonen « Kalkki-Petteri  » (né le 15 janvier 1893 à Nurmes et décédé le 4 mai 1950 à Helsinki) est un athlète finlandais spécialiste du lancer du javelot. Affilié au Tampeeren SLU, puis au Helsingin Kisa-Veikot, et enfin au Tampereen Pyrintö, il mesurait 1,78 m pour 63 kg.

## Biographie

### Palmarès
| Date | Compétition           | Lieu      | Résultat | Épreuve              | Performance |
| ---- | --------------------- | --------- | -------- | -------------------- | ----------- |
| 1912 | Jeux olympiques d'été | Stockholm | 9e       | Lancer de javelot    | 49,20 m     |
| 1912 | Jeux olympiques d'été | Stockholm | 3e       | Javelot à deux mains | 100,24 m    |
| 1920 | Jeux olympiques d'été | Anvers    | 2e       | Lancer de javelot    | 63,50 m     |
| 1924 | Jeux olympiques d'été | Paris     | 7e       | Lancer de javelot    | 55,66 m     |

### Records
| Épreuve           | Performance | Lieu | Date |
| ----------------- | ----------- | ---- | ---- |
| Lancer de javelot | 64,35 m     |      | 1916 |